# Glen Johnson
Glen McLeod Cooper Johnson (London, 23. kolovoza 1984.) umirovljeni je engleski nogometaš. Igrao je jedanaest godina za englesku nogometnu reprezentaciju.

## Vanjske poveznice
- Profil na Transfermarktu
- Profil na Soccerwayu  Arhivirana inačica izvorne stranice od 31. prosinca 2016. (Wayback Machine)